# Ben Westermeier
Ben Westermeier (* 29. Mai 2003) ist ein deutscher Fußballspieler.

## Sportlicher Werdegang
Westermeier begann mit dem Fußballspielen in der Jugendabteilung der SpVgg Unterhaching und durchlief dort alle Jugendmannschaften. Nach insgesamt 17 Spielen in der B-Junioren-Bundesliga und neun Spielen in der A-Junioren-Bundesliga, bei denen ihm insgesamt drei Tore gelangen, wurde er im Herbst 2021 in den Kader der ersten Mannschaft in der Regionalliga Bayern aufgenommen. Im April 2022 verlängerte er seinen Vertrag bis Sommer 2024. Mit seinem Verein wurde er am Ende der Saison 2022/23 Meister und stieg in die 3. Liga auf. Dort kam er auch zu seinem ersten Einsatz im Profibereich, als er am 5. August 2023, dem 1. Spieltag, beim 1:1-Auswärtsunentschieden gegen den SSV Jahn Regensburg in der Startformation stand.
Kurz nach Beginn der Saison 2024/25 wechselte der defensive Mittelfeldspieler zu Hannover 96 II. Trainer Daniel Stendel: „Ben Westermeier ist ein Spielertyp, der uns guttun und Stabilität im Zentrum verleihen wird ... Seine Ruhe am Ball zeichnet ihn ebenso aus wie seine Laufstärke, wenn es gegen den Ball darum geht, Räume zu schließen.“ Nach 11 Drittligaeinsätzen saß er Anfang Dezember 2024 unter Stefan Leitl erstmals bei der ersten Mannschaft in der 2. Bundesliga auf der Bank, wurde jedoch nicht eingewechselt.
Im Sommer 2025 wechselte er zum SSV Ulm 1846.

## Erfolge
- Aufstieg in die 3. Liga: 2023
- Meister der Regionalliga Bayern: 2023